# Amour démoniaque
Pour plus de détails, voir Fiche technique et Distribution.
Amour démoniaque (titre original : Dämonische Liebe) est un film germano-autrichien réalisé par Kurt Meisel sorti en 1951.
Il s'agit de l'adaptation de la pièce Der Teufel stellt Monsieur Darcy ein Bein d'Ernst Nebhut (de) et Just Scheu.

## Synopsis
Le Paris d'autrefois. Pierre Darcy, qui n'est plus tout jeune, est le petit bourgeois classique : pas un mauvais garçon, quelqu'un de très correct et menant une vie qui suit toujours les mêmes chemins bien ordonnés. Monsieur Darcy travaille comme caissier en chef dans une banque et n'a jamais été coupable de quoi que ce soit en raison de son sens du devoir. Un jour, le diable lui-même fait trébucher Monsieur Darcy en laissant son chemin croiser celui de la méchante Jacqueline. Elle est nettement plus jeune que lui, calculatrice, séductrice et assez gourmande. Jacqueline incarne tout ce que Monsieur Darcy a désiré et pourtant n'aurait jamais pu avoir : une femme fatale avec tous ses charmes féminins. L'affection de Darcy pour Jacqueline dégénère en un amour démoniaque. Pour pouvoir garder une telle cocotte, Pierre apprend très vite qu'il doit dépenser beaucoup d'argent.
Le caissier détourne de l'argent et dilapide deux millions de francs pour le bien de Jacqueline. Ce n'est que tardivement que Darcy se rend compte qu'il est clairement allé trop loin et que cette femme signifie son malheur. Voyant toute sa vie tomber dans l'abîme, le vieil homme envisage de se suicider. Il se rend dans son café préféré quand soudain apparaît un homme qui se fait appeler Poupoulle. Ce n'est autre que le diable lui-même et tente d'attirer Darcy avec la promesse qu'avec son aide, il pourra revivre sa journée fatidique et ainsi avoir la chance de tout faire mieux cette fois. Mais le diable est de mèche avec la jeune fille, dirige la récente inconduite de Darcy et empêche ainsi Darcy de changer fondamentalement son comportement. Voyant que tout se termine par la même catastrophe, cette fois, Monsieur Darcy se donne la mort.

## Fiche technique
- Titre français : Amour démoniaque
- Titre original : Dämonische Liebe
- Réalisation : Kurt Meisel
- Scénario : Karl Peter Gillmann (de), Fred Andreas (de)
- Musique : Friedrich Meyer (de)
- Direction artistique : Robert Herlth, Willi Schatz
- Photographie : Helmuth Ashley
- Montage : Irene Tomschik
- Production : Carl Szokoll
- Société de production : Helios-Film, HMK
- Société de distribution : National-Film
- Pays d'origine :  Allemagne de l'Ouest,  Autriche
- Langue : allemand
- Format : Noir et blanc - 1,37:1 - Mono - 35 mm
- Genre : Drame
- Durée : 86 minutes
- Dates de sortie :
  -  Allemagne de l'Ouest : 11 janvier 1951.
  -  Autriche : 1er avril 1951.
  -  Suisse : 1er août 1951.
  -  Finlande : 31 décembre 1951.
  -  France : 8 mai 1953[1].

## Distribution
- Paul Hörbiger : Pierre Darcy
- Margot Hielscher : Jacqueline
- Kurt Meisel : Poupoulle alias Satan
- Leopold Rudolf : Malbrand
- Franz Böheim : Rígida
- Karl Günther : Cosette
- Erich Ziegel : Prof. Morini
- Gisela Wilke : Mère Signolle
- Fritz Muliar : Renard
- Eduard Spieß : Émile
- Ernst Waldbrunn : César
- Albert Strouhal : Flamont